# Senaste istiden

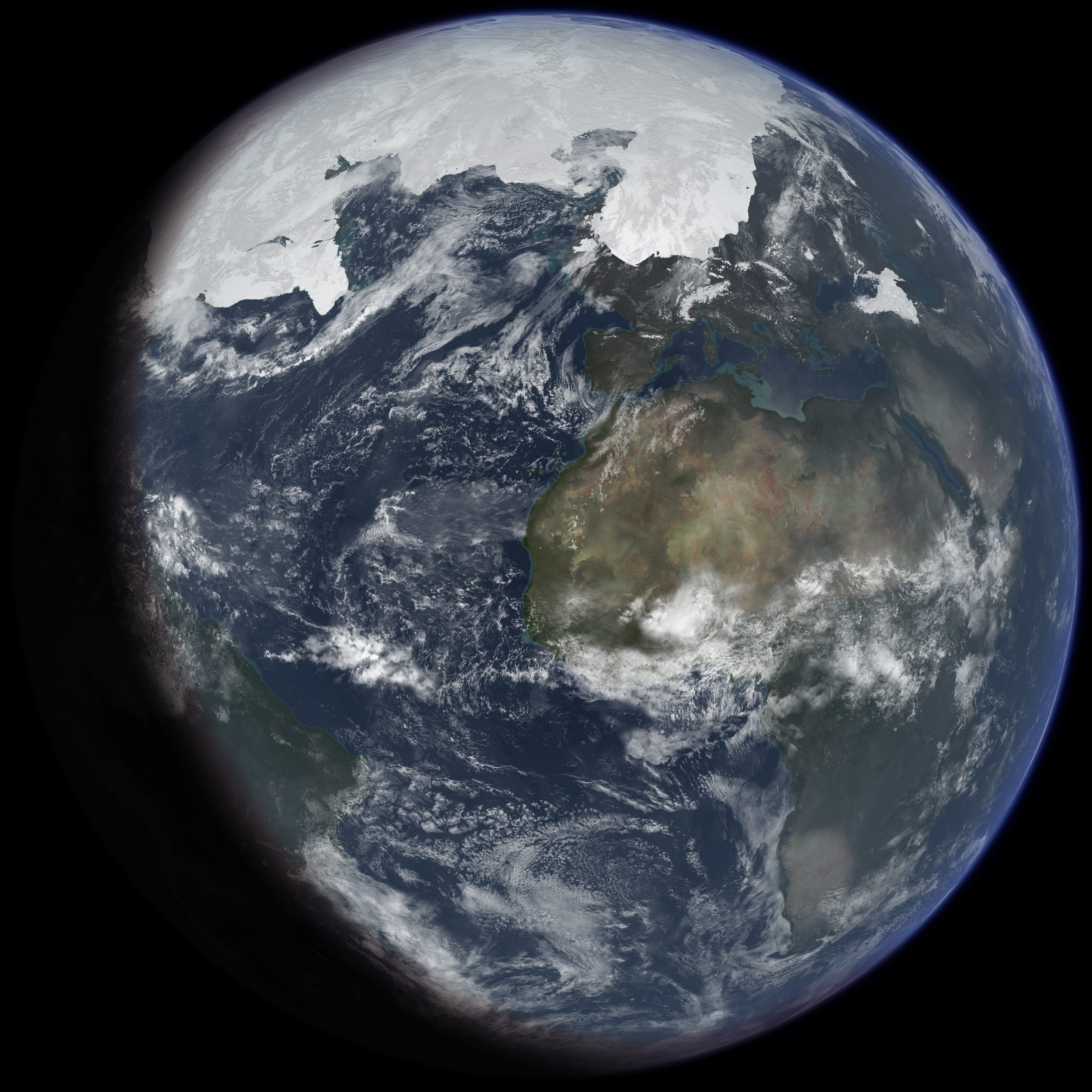
En konstnärs föreställning av den sista istiden vid nedisningens största utbredning.

Senaste istiden eller sena istiden, vardagligt bara istiden, var den sista av de fyra istiderna – stora globala nedisningar som täckte stora delar av jorden med kilometertjocka glaciärer – vilken följde mellanistiden eem för cirka 115 000 år sedan och varade fram till början av Holocen för cirka 11 700 år sedan, vilket sammanfaller med större delen av sena pleistocen.
Nedisningarna täckte olika delar av världen och indelas bland annat i:
- weichselistiden i Nordeuropa[1]
- wisconsinistiden i Nordamerika[2]
- würmistiden i Alperna[3]

## Skandinavien efter senaste istiden

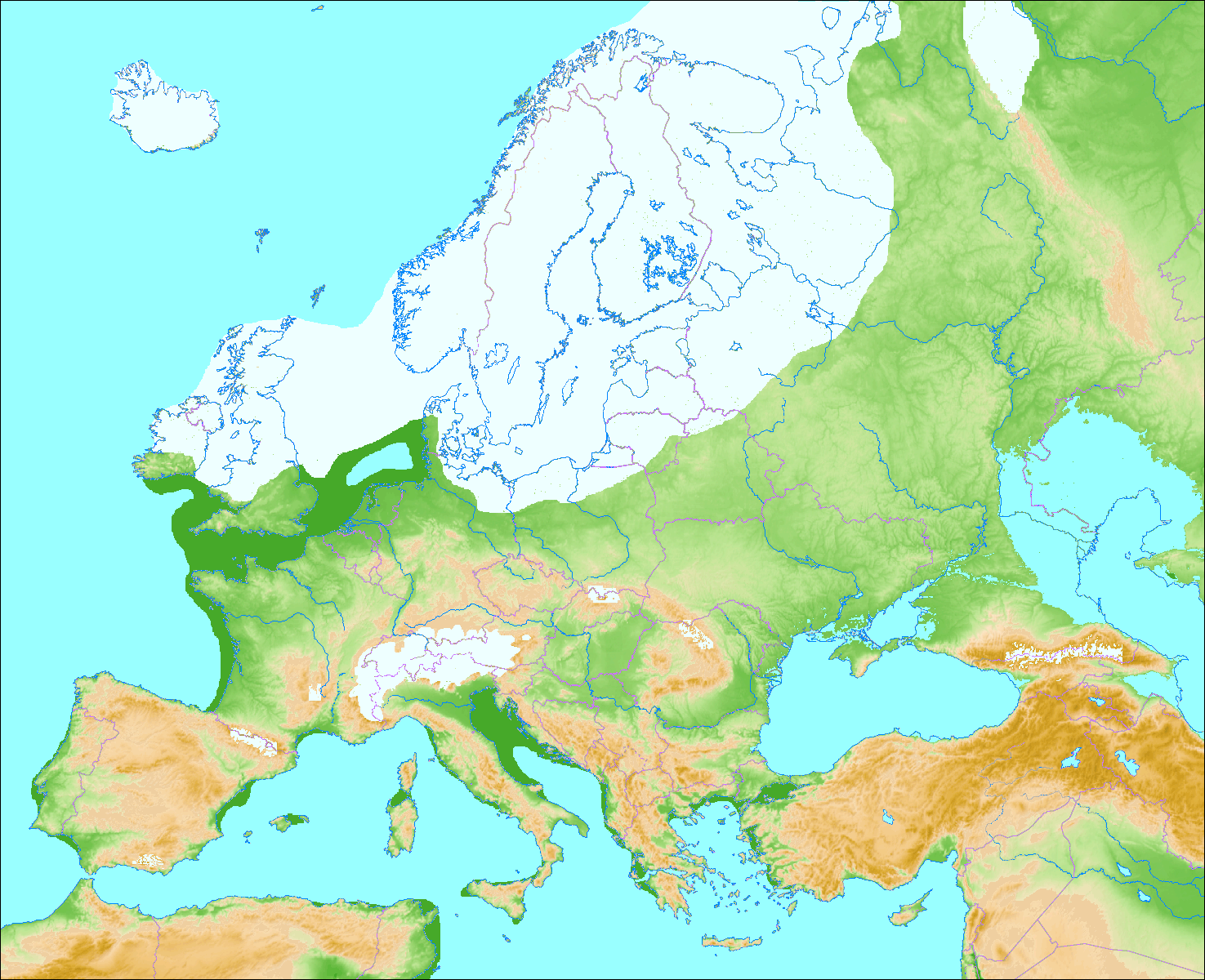
Nordeuropeiska istäcket under weichselistiden. För icke istäckta delar visas landytans nuvarande höjd över havet. Områden som var land, men som numera ligger under vatten visas svagt mörkgröna.

Hela Skandinavien låg under det europeiska istäcket under den senaste istiden och var fortfarande nedisat ett par tusen år inpå holocen. Först för ungefär 10 000 år sedan började istäcket smälta bort från kusterna och möjliggjorde för de första människorna att flytta in. Det tunga istäcket hade under istiden tyngt ner den fennoskandiska urbergsskölden 14 meter neråt i jordskorpan, varefter dess bortgång det varit landhöjning fram till modern tid. Även under vikingatiden anmärkte folk att vattennivån sjönk anmärkningsvärt under en livstid.[källa behövs]